# Xenophyrama purpureum
Xenophyrama purpureum là một loài bọ cánh cứng trong họ Cerambycidae.